# Thyroscyphus fruticosus
Thyroscyphus fruticosus är en nässeldjursart som först beskrevs av Eugen Johann Christoph Esper 1793.  Thyroscyphus fruticosus ingår i släktet Thyroscyphus och familjen Thyroscyphidae. Inga underarter finns listade i Catalogue of Life.